# Viskum Sogn
Viskum Sogn er et sogn i Viborg Østre Provsti (Viborg Stift).
I 1800-tallet var Viskum Sogn og Vejrum Sogn annekser til Ørum Sogn. Alle 3 sogne hørte til Sønderlyng Herred i Viborg Amt. Ørum-Viskum-Vejrum sognekommune blev ved kommunalreformen i 1970 indlemmet i Tjele Kommune, som ved strukturreformen i 2007 indgik i Viborg Kommune.
I Viskum Sogn ligger Viskum Kirke og hovedgården Viskum.
I sognet findes følgende autoriserede stednavne:
- Fårdal (bebyggelse, ejerlav)
- Koldbæk (bebyggelse)
- Lunddorp (bebyggelse, ejerlav)
- Over Viskum (bebyggelse, ejerlav)
- Torsager Skov (areal)
- Viskum (ejerlav, landbrugsejendom)
- Øby (bebyggelse, ejerlav)